# لي غانغ
لي غانغ (بالصينية: 李钢) (27 أغسطس 1981 بداليان في الصين - ) هو لاعب كرة قدم صيني في مركز الوسط. لعب مع شانغهاي غرينلاند شينهوا وChengdu Tiancheng F.C. ‏ وShanghai United F.C. ‏ وJiangxi Lushan F.C. ‏ ونادي ووهان.

## روابط خارجية
- لي غانغ على موقع قاعدة بيانات كرة القدم.إي يو (الإنجليزية)
- لي غانغ على موقع Soccerway.com (الإنجليزية)